# 21622 Victorshia
21622 Victorshia è un asteroide della fascia principale. Scoperto nel 1999, presenta un'orbita caratterizzata da un semiasse maggiore pari a 2,2290966 UA e da un'eccentricità di 0,2182151, inclinata di 5,15895° rispetto all'eclittica.